# Kee Huidekoper
Kee Huidekoper (Den Haag, 11 september 1981) is een Nederlandse actrice, presentatrice en blogger.

## Carrière
In 2008 werd Huidekoper de  winnares van de wedstrijd Ik wil in GTST en vervolgens vertolkte zij dertien weken lang de rol van Vera van Es.
Haar personage speelde een groot aantal scènes met Rik de Jong. Kee volgde voordat ze in GTST belandde acteerlessen en ze was te zien in commercials.
Na het acteren in de soapserie, werd Kee als presentatrice opgemerkt door Mattias Schut, die eerder verantwoordelijk was voor alle gezichten van het televisieprogramma 6pack. Met het programma Trick & Treat voor Veronica zette ze haar eerste stappen op presentatiegebied.
In 2009 presenteert ze het Net5 programma Fashion Week Late Night Report. Sinds 2010 vormt Huidekoper samen met Eric Bouwman het presentatieduo van Kanaal 12, het wekelijks entertainmentprogramma van UPC. Voor dit programma interviewde ze in 2010 onder andere Jon Hamm en Elisabeth Moss, hoofdrolspelers uit de Amerikaanse televisieserie Mad Men. Kee presenteert zowel vanuit de studio als op locatie bij belangrijke evenementen voor de filmwereld, zoals het Filmfestival van Cannes en het International Film Festival Rotterdam.
In 2012 treedt Kee toe tot het presentatieteam van het VARA-programma Rambam. In Rambam pakken de makers op komische wijze zaken aan die volgens hen onjuist zijn. 
In 2013 is ze voor SBS6 verslaggever bij het programma Recht van Nederland.
Sinds 2011 heeft ze een blog over eten.
In 2014 was Huidekoper een van de 24 kandidaten die meededen aan het 3e seizoen van de Nederlandse uitvoering van het tv-spelprogramma Fort Boyard.

## Televisie

### Presentatie
- 2015 - 24Kitchen Food Truck Challenge
- 2013 - Recht van Nederland
- 2012 - Rambam
- 2010 - heden Kanaal 12
- 2009 - Fashion Week Late Night Report
- 2008 - Trick & Treat

### Tv-series
- 2008 - Goede tijden, slechte tijden - Vera van Es

## Film
- 2009 - De After - Suzanne